# あしかがフラワーパーク
あしかがフラワーパークは、栃木県足利市迫間町にある花のテーマパーク。足利三名所の一つ。

## 概要

### 概略
栃木県足利市堀込町（現朝倉町）の大地主であった早川社長の父が、1920年代に庭の片隅に大藤を植樹したことが当園の起源である。その大藤を界隈の人たちに楽しんでもらおうと1968年（昭和43年）に庭を改修してあしかがフラワーパークの前身となる早川農園が設立される。周囲ははじめは田園地帯であったが、その後周辺が都市化し、市の都市開発計画や園の収益性の向上を求めて1996年2月に大藤4本を現在地に移植した。移植は日本の女性樹木医第1号である塚本こなみによって行われ、日本で初めての成功例となった。園内はフジ以外にも数多くの花々や植物で彩られていて、春から秋にかけて市内外から数多くの来場者を集める。元々は湿地帯だった場所でもあり、園内は池やクリークなどの水辺も多くある。
春季のライトアップとイルミネーションが日本夜景遺産に選定されている。同一施設における複数の「日本夜景遺産」の認定は全国初である。
2015年春に恋人の聖地サテライトの認定を受けており、5月27日にその銘板の授与式が挙行された。

### ふじのはな物語
目玉であるフジ（ノダナガフジ3本、八重黒龍1本、白フジのトンネル一式）は栃木県天然記念物に指定されており、このうちノダナカフジ2本の棚が連結して1つの棚を構成している大藤の棚（「迫間のフジ」）は、2015年5月時点で各棚で約16万房を付けており、2021年時点で各樹の樹齢160年、連結棚の広さは約2,000平方メートル（約1,200畳）で日本最大面積の藤棚である。これらが見頃となる4月中旬から5月中旬に「世界が息を呑んだ美しさ」をキャッチコピーに「ふじのはな物語」と称する藤まつりが開催される。開花時期に合わせ夜間はライトアップされた藤の花を観賞できる。このライトアップが後のイルミネーション開催への契機にもなった。この時期にはバスツアーが多く組まれたり、富田駅 - 足利市駅に停車する臨時列車が多数設定される。
この大藤の木が映画アバターに登場する「魂の木」に似ていると称賛され、2014年1月、CNNにより「フィンランドのオーロラ」や「マダガスカルのバオバブの道 」などと共に「2014年の世界の夢の旅行先10カ所」に日本で唯一選出された。これを切っ掛けとして外国人観光客が急増した。

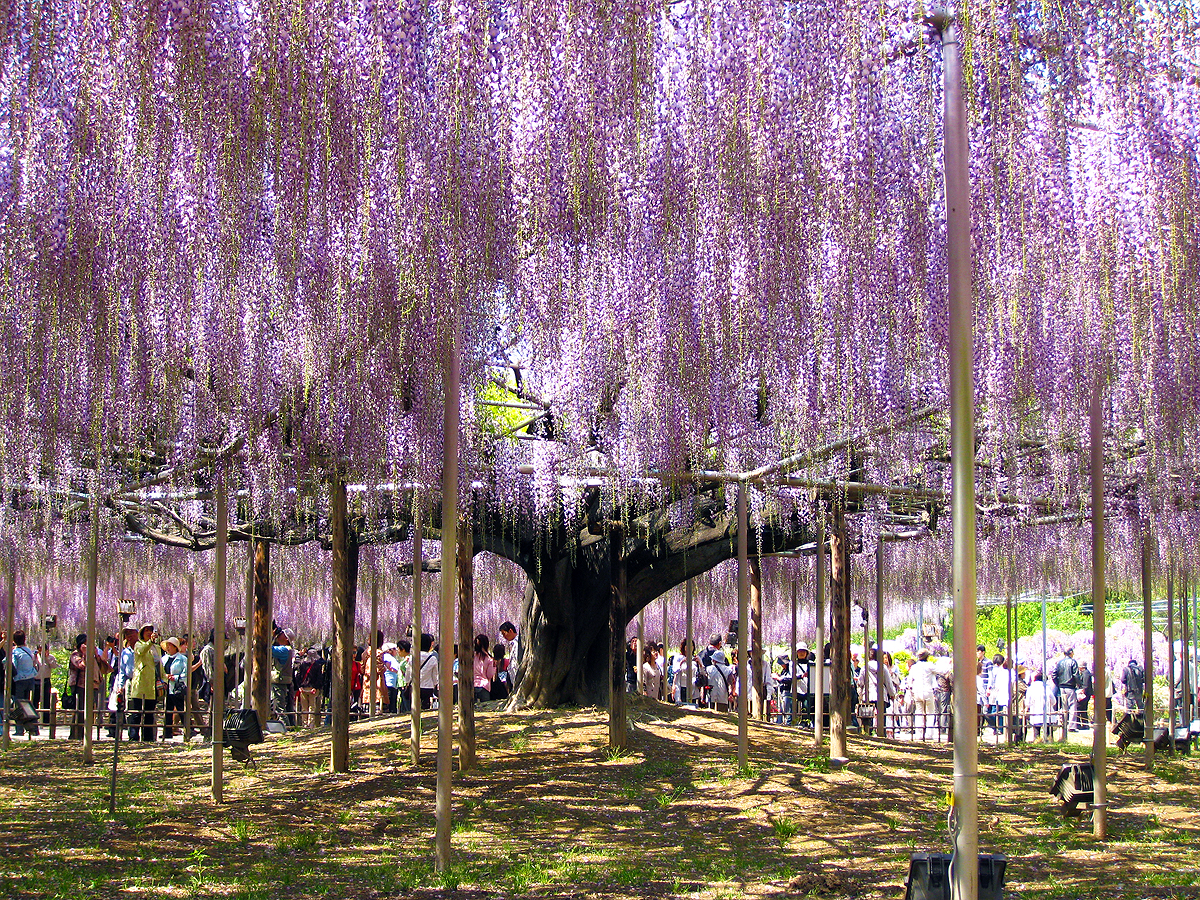
大藤の棚（「迫間のフジ」、栃木県指定天然記念物）
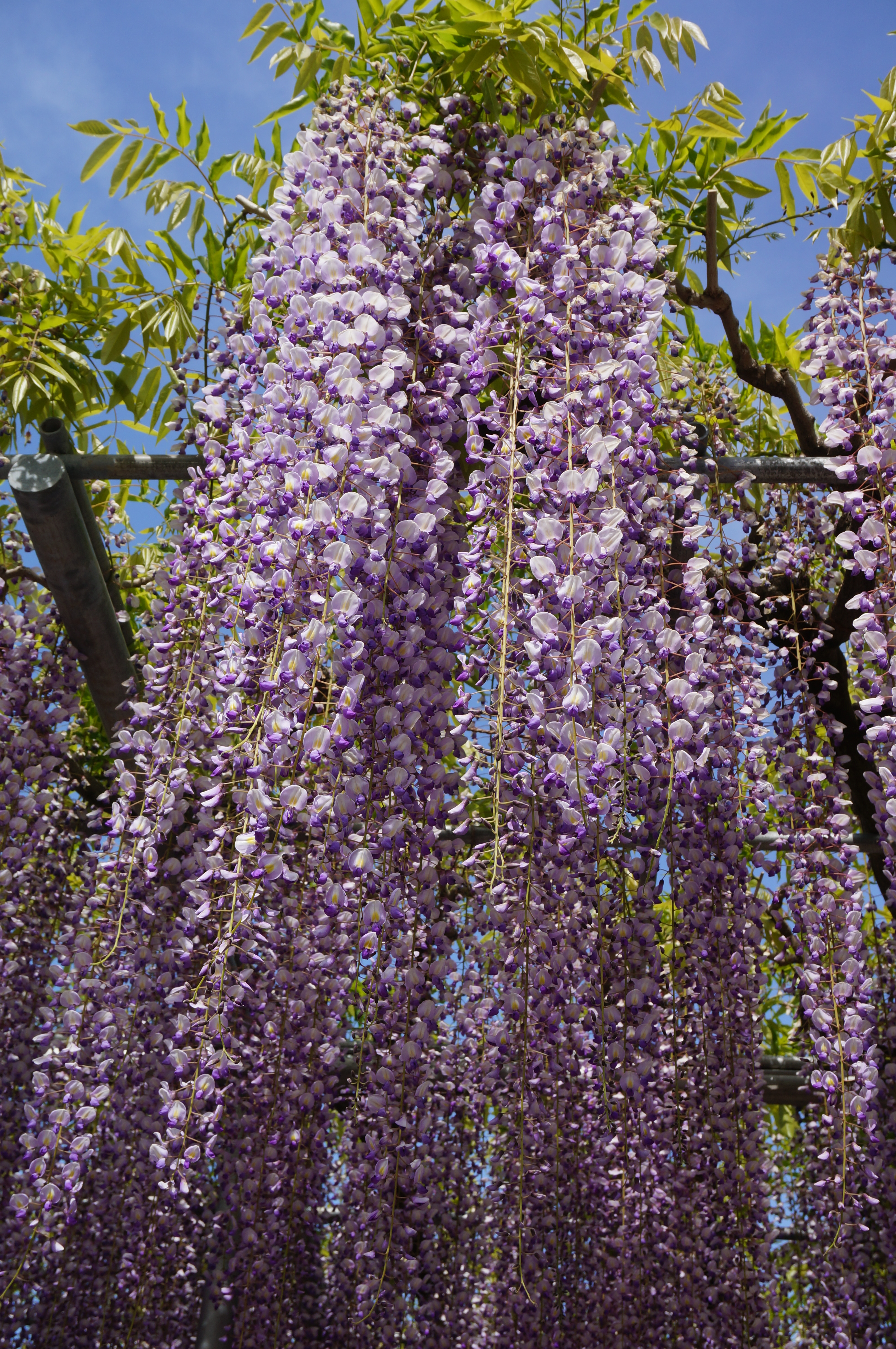
大藤の棚のノダナガフジ
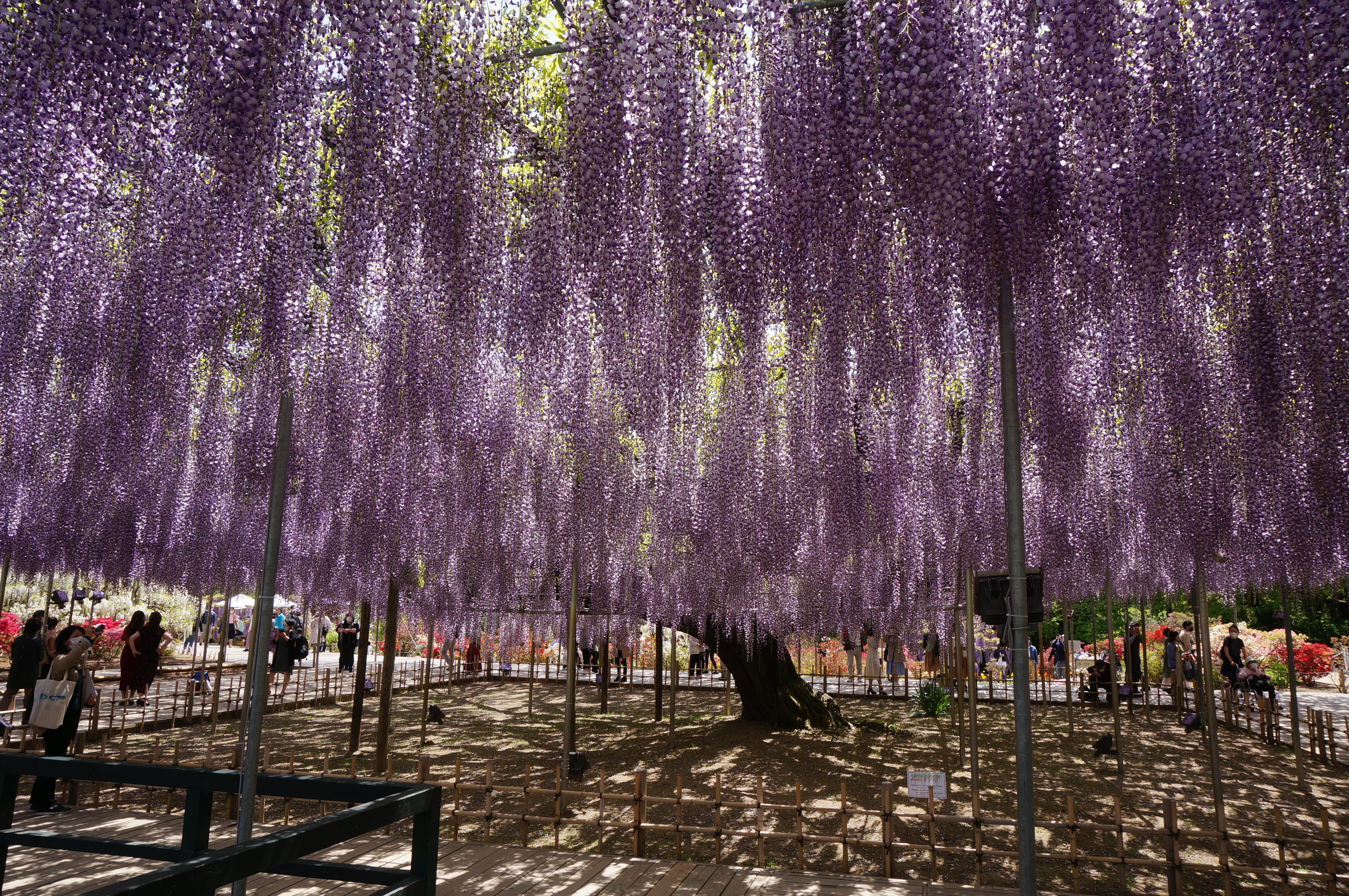
花房が最長1.8 mまで成長する大長藤の棚（栃木県指定天然記念物）
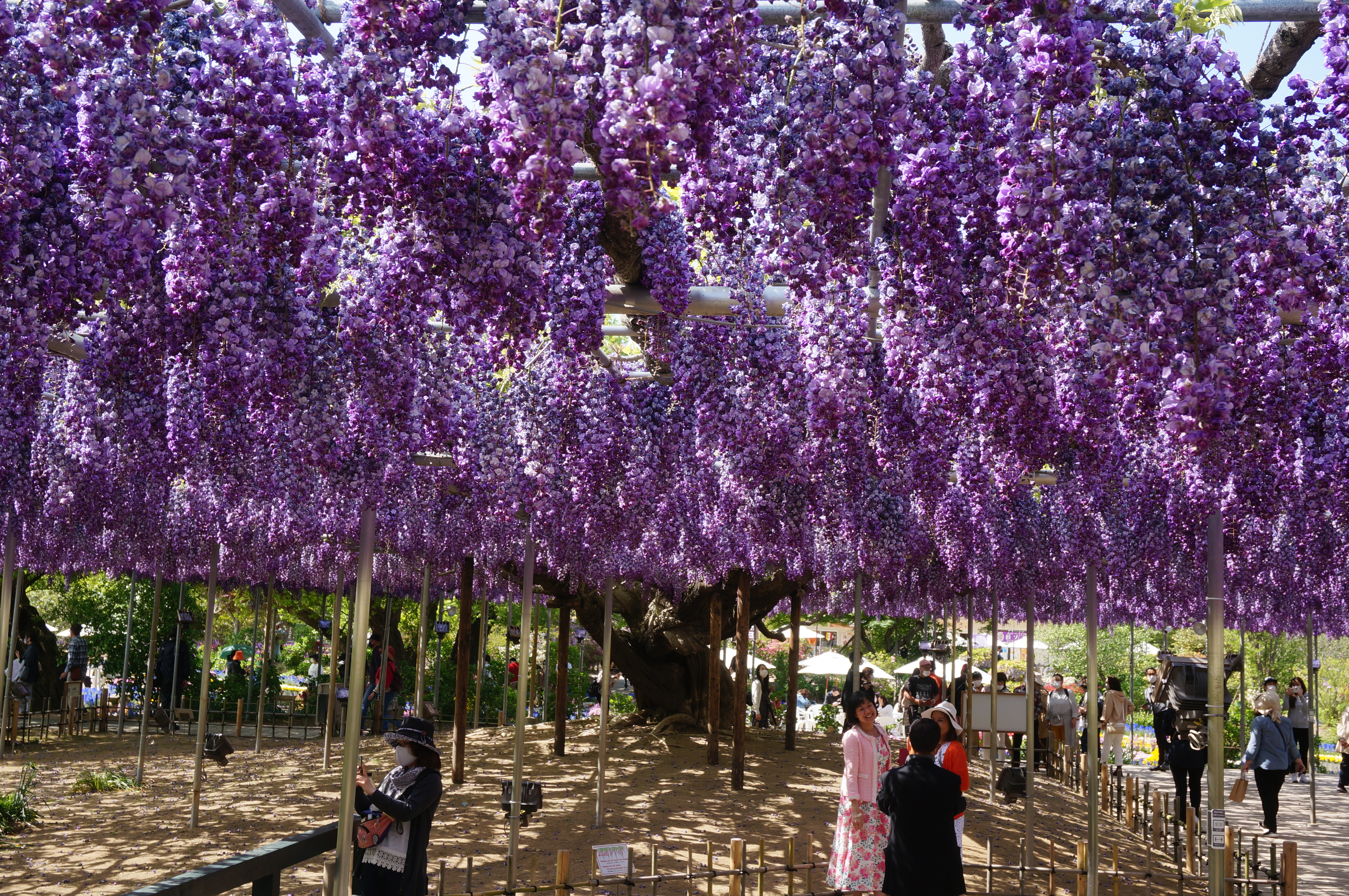
八重黒龍藤の棚（栃木県指定天然記念物）
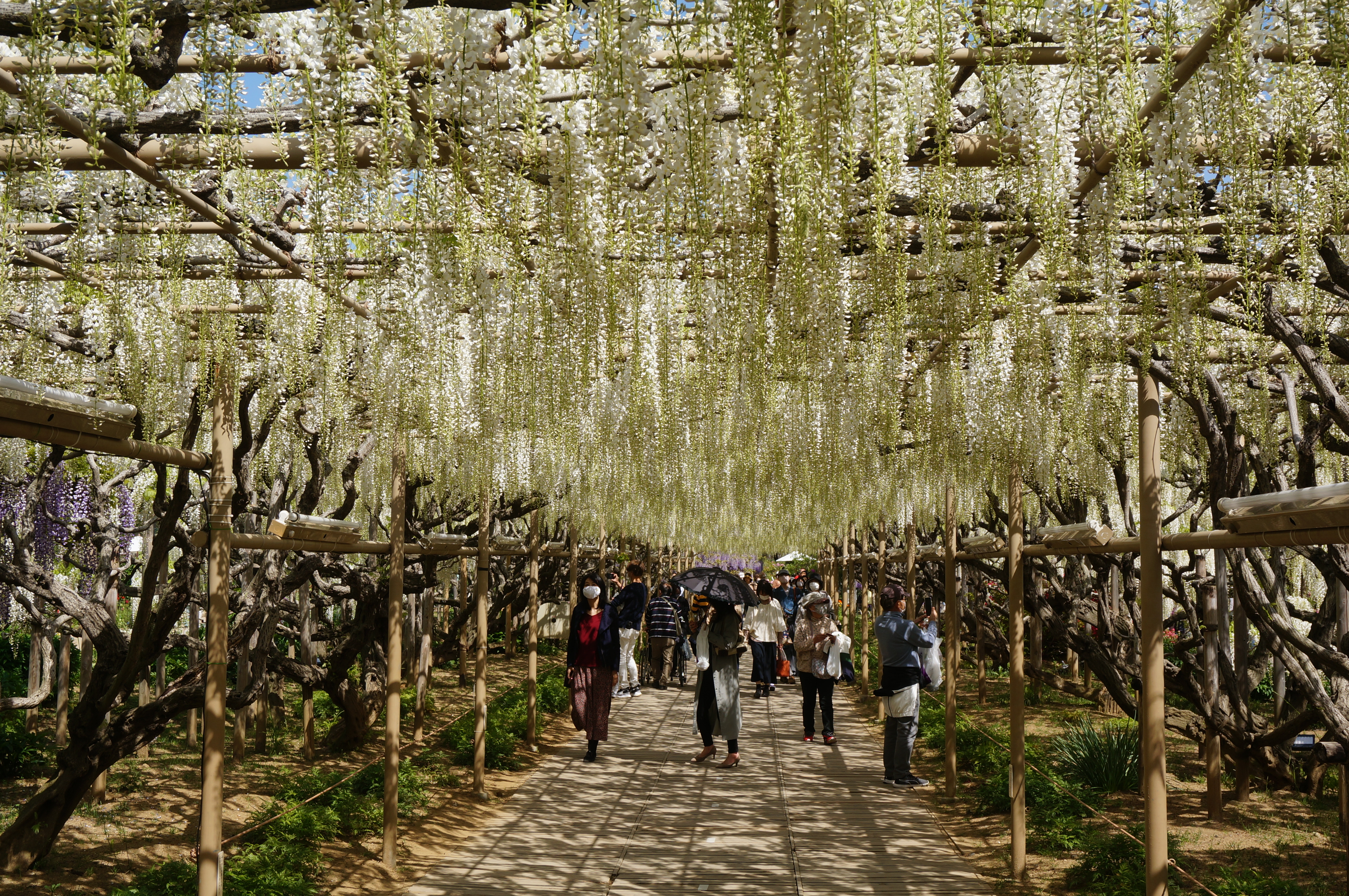
白藤のトンネル（栃木県指定天然記念物）
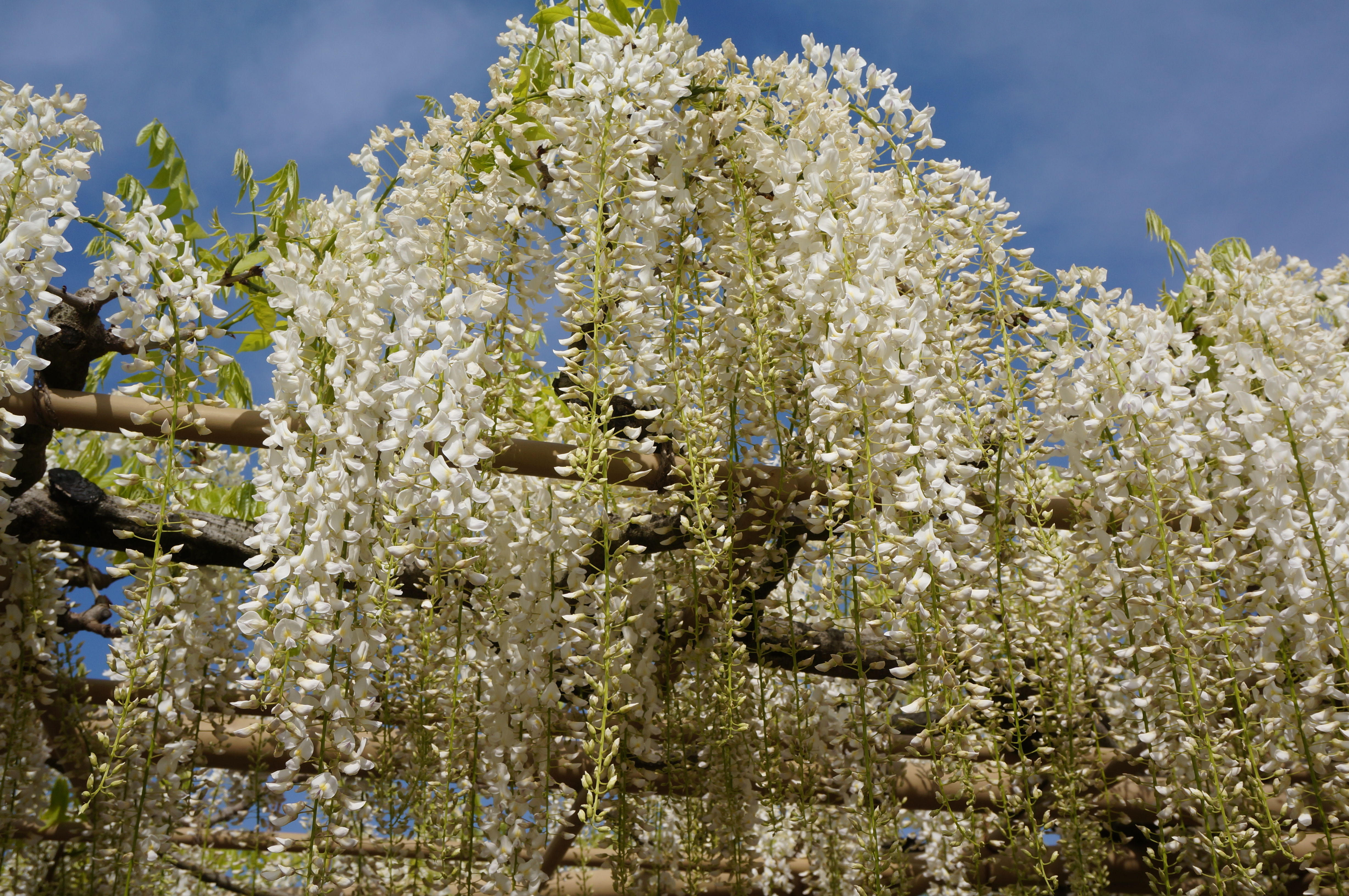
白藤のトンネルのシロナガフジ
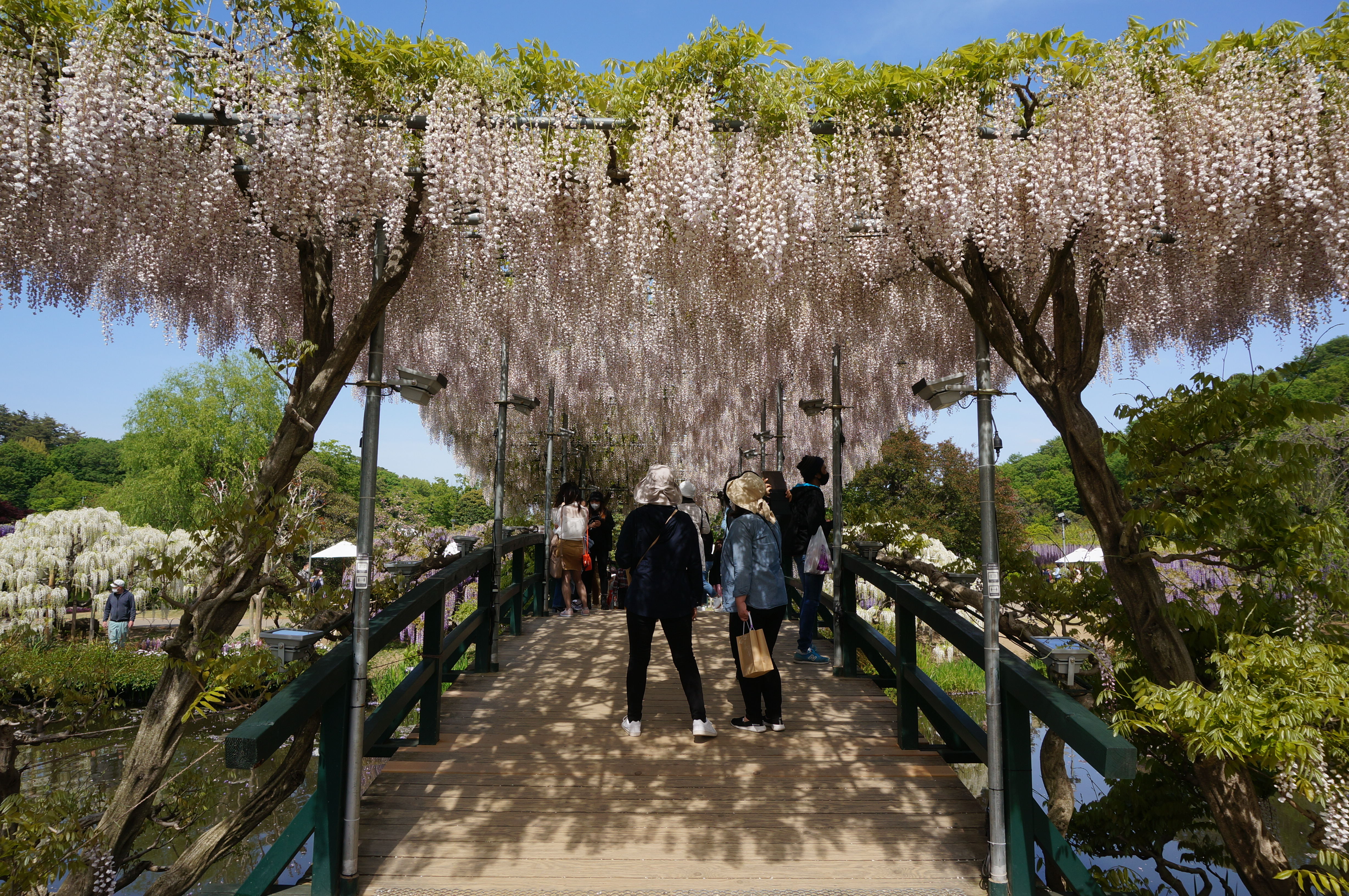
うす紅藤の橋
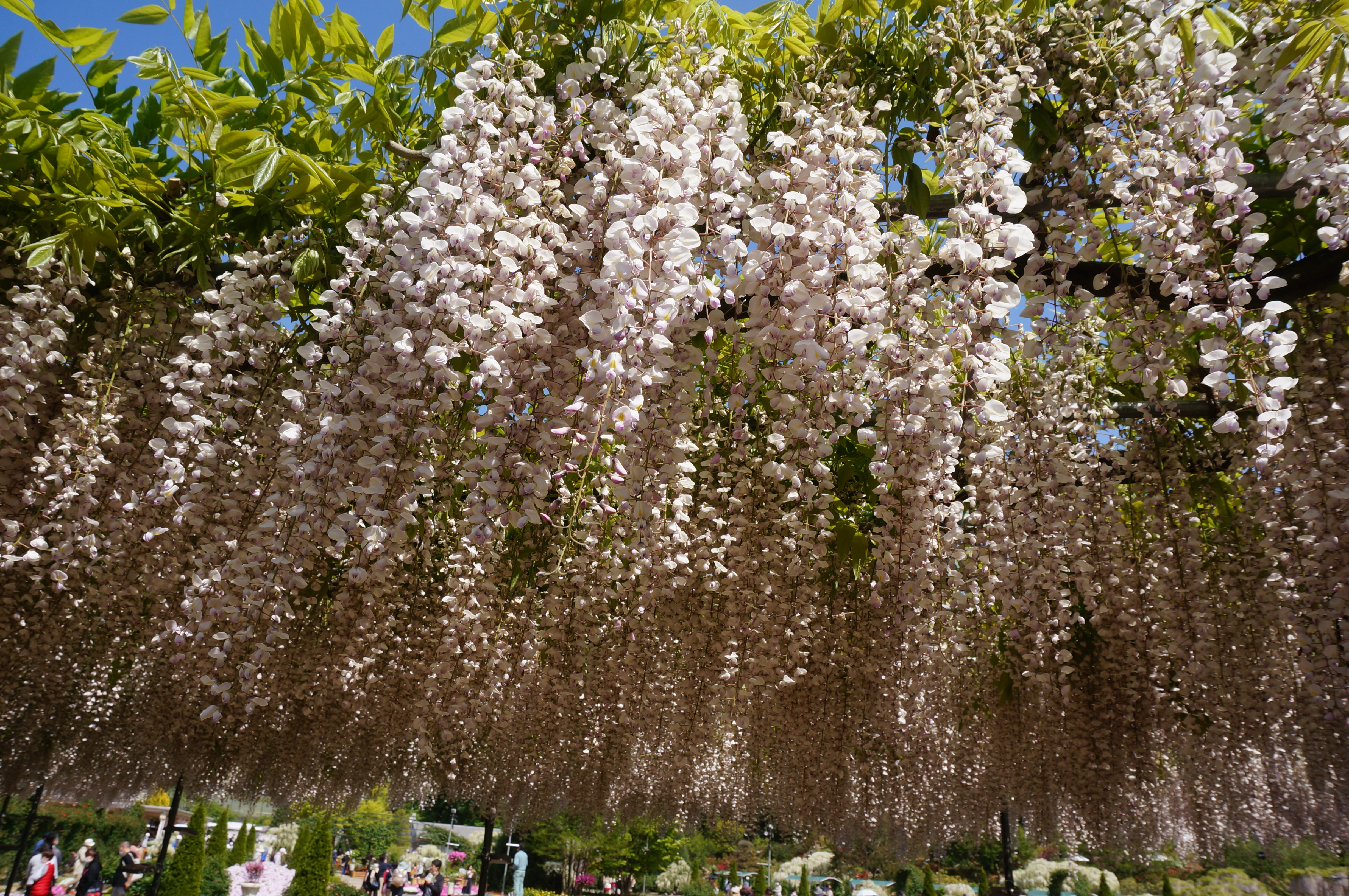
うす紅藤の棚
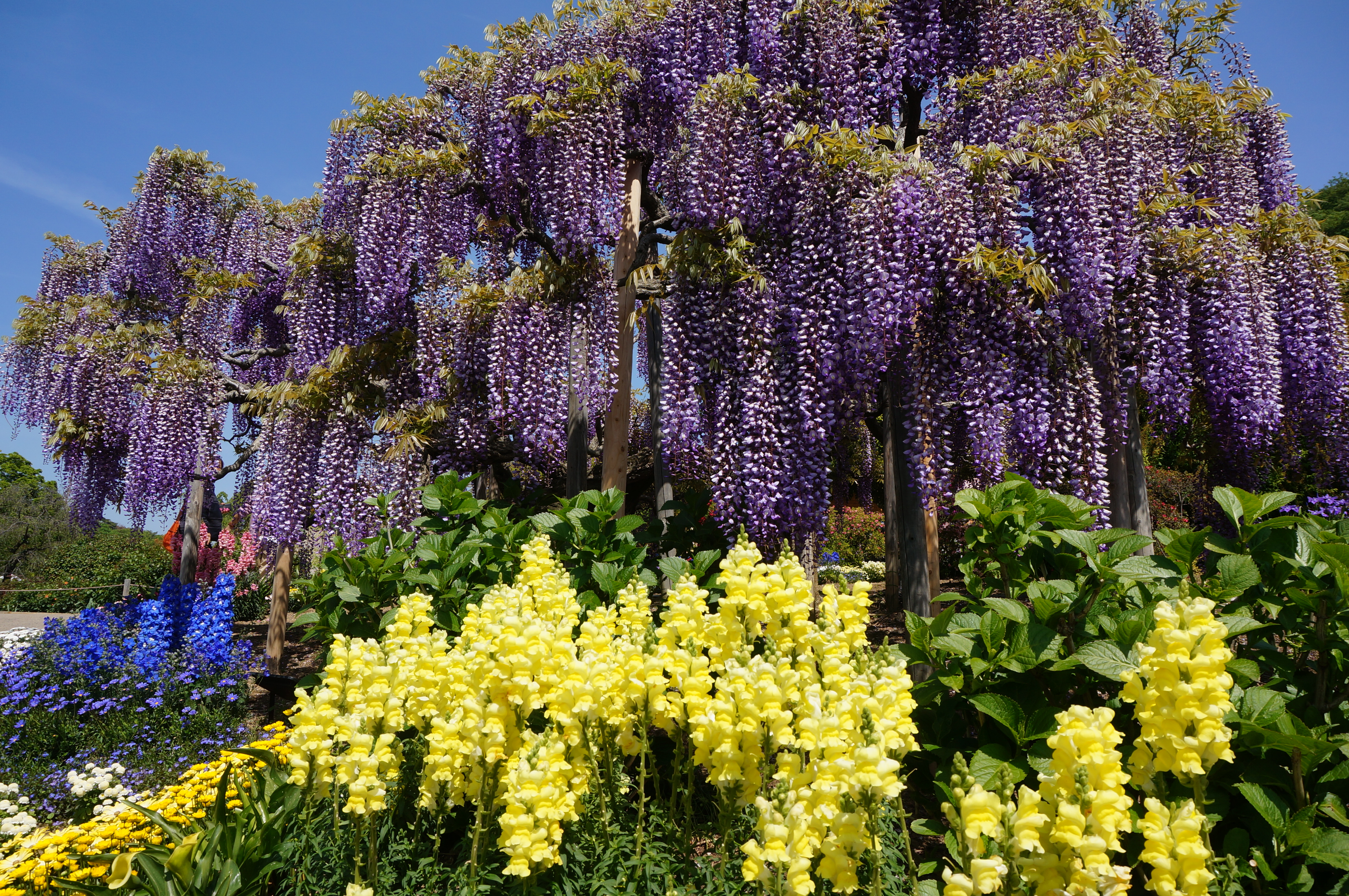
むらさき藤
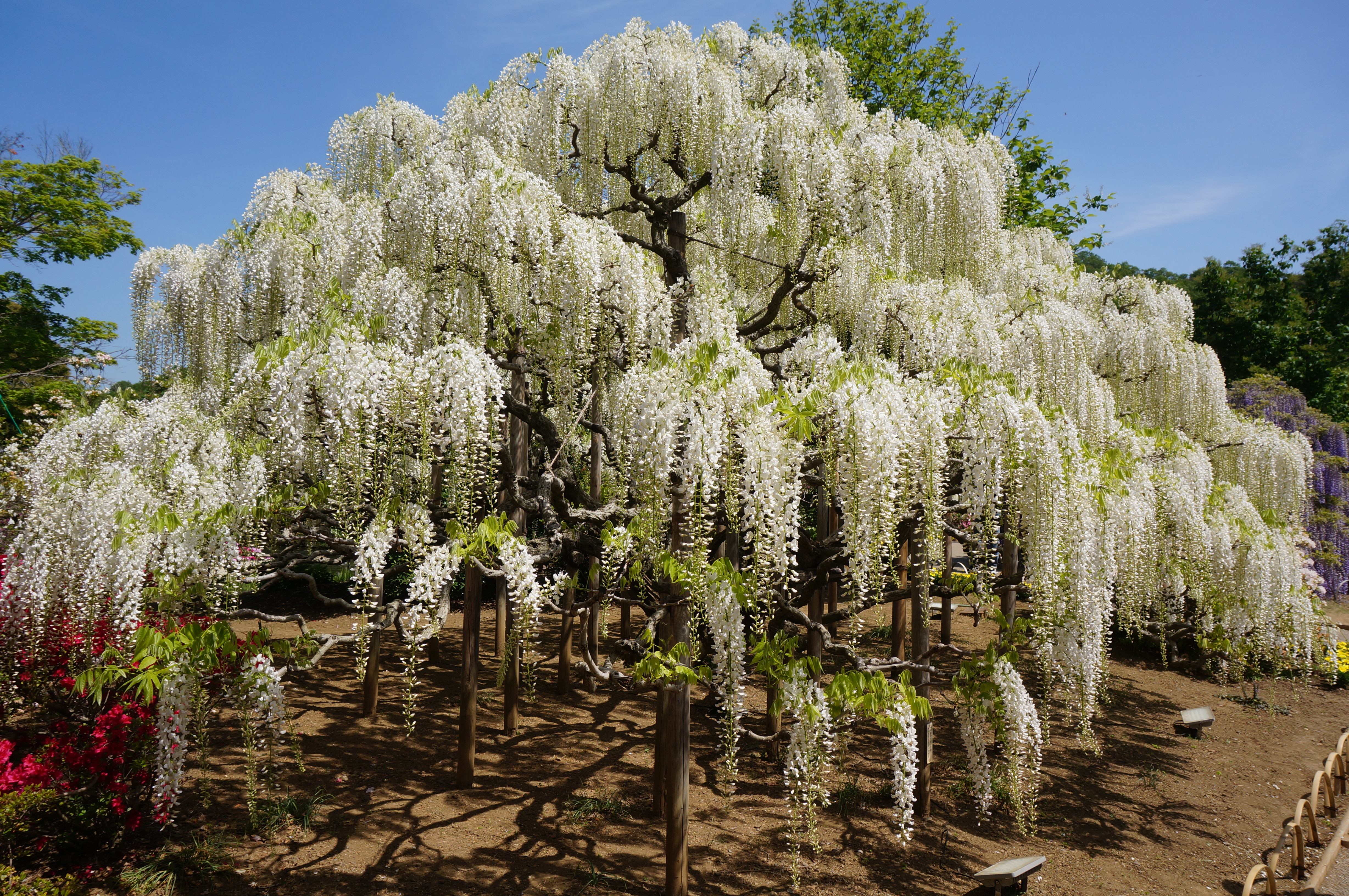
白藤
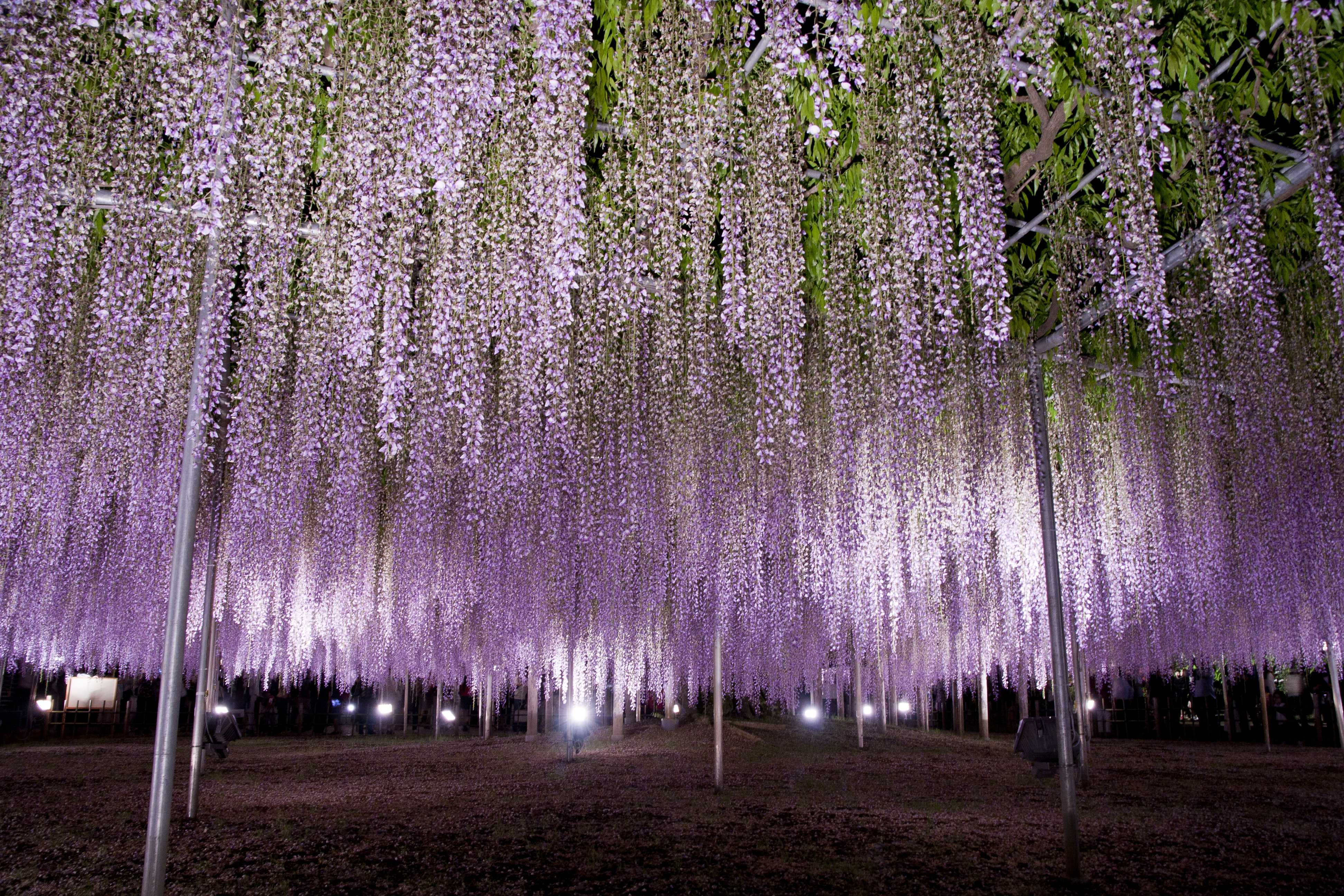
ライトアップされた藤棚

### 光の花の庭

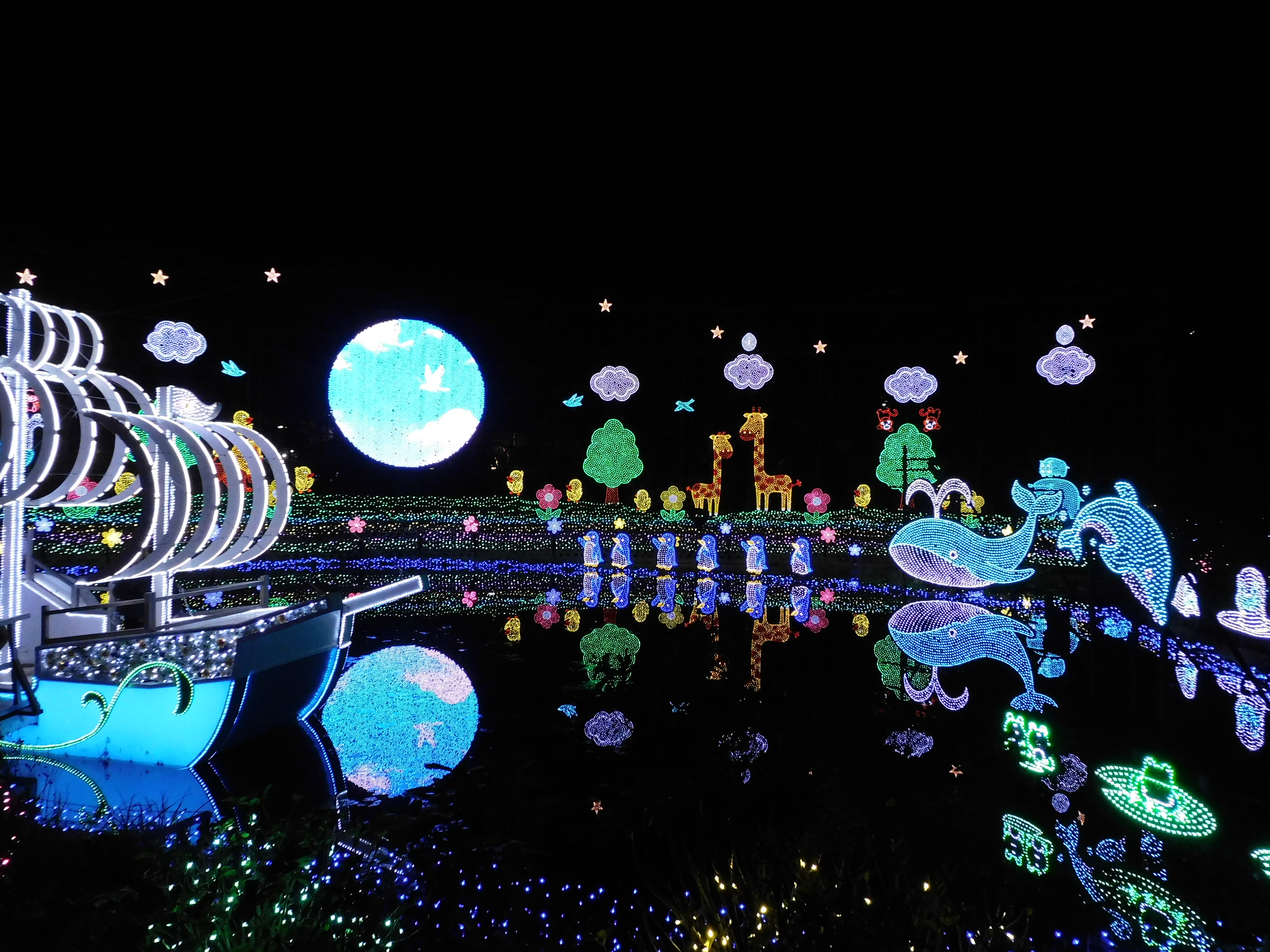
光の花の庭

もうひとつの目玉として、草花が停滞期とされている冬季（10月下旬 - 2月上旬）はイルミネーション「光の花の庭」が開催される。イルミネーション「光の花の庭」は「地球や宇宙、環境の大切さ」がコンセプトで、約180万球の藤の花弁の形をした薄紫色のLED電球を使った満開の大藤を再現した光と音声の演出をはじめ、山の斜面や既設のパーゴラを利用した動く光の壁画や、水辺の多い園内の特徴を活かした水鏡による光量の倍増効果を狙った幻想的な画のイルミネーションなど、合計で約500万球（2019年現在）を使った大規模なものであり、さっぽろホワイトイルミネーション（北海道札幌市）・ハウステンボス 光の王国（長崎県佐世保市）とともに、夜景観光コンベンション・ビューローが認定する「日本三大イルミネーション」および「さがみ湖イルミリオン」（神奈川県相模原市）・江の島「湘南の宝石」（神奈川県藤沢市）とともに、同協会が認定する「関東三大イルミネーション」に指定されている。さらに2014年には、調色機能に加えて曲げることもできるフレキシブル有機EL照明パネル（開発：コニカミノルタ）を用いた、世界初の有機ELイルミネーションが登場している。2001年にフラワーステージの白熱球6万球で始められたイルミネーションは年を追う毎にその規模を拡大し続け、2016年同協会主催の「第四回イルミネーションアワード」ではイルミネーション部門において単独で全国1位を初めて達成し、2022年まで7年連続でその順位を維持し続けている。2023年度は同団体が開催する「イルミネーションアワード」に代わる「インターナショナルイルミネーションアワード」のイルミネーションイベント部門において、全国1位（優秀ストーリ賞）を達成している。なお、これらイルミネーション演出の制作は自由度の追求やコストの関係によりすべて園の従業員が自力で行い、外部業者への委託は一切行なっていない。入園料も他のイルミネーション施設と比較して低廉で、コストパフォーマンスが良いと多方面から評価されている。プロジェクションマッピングは初開催以来長らく導入されていなかったが、2023年度よりイルミネーションスポットのひとつである、「日本の四季 こころの故郷」のリニューアルの際に初めて導入され、イルミネーションとの融合が演出された。2019年度は令和元年東日本台風（台風19号）の影響で園内が最大1.8メートル冠水、物販所も浸水するなど当園はかつてない被害に見舞われ、イルミネーションも機材のおよそ八割が冠水したため開催が危ぶまれたが、機材に深刻なダメージは特に診られず、開幕が予定より1週間遅れの11月2日になりながらも美しい光景を取り戻した。

### フラワーパークの夏祭り
また、同じく花の停滞期とされている夏季（7月〜8月）はレーザーライトショーをメインとした「フラワーファンタジー in サマー」が2011年度より開催される。レーザーライトショーはレーザー光線と音楽による演出の「レーザーファンタジー」や、レーザー光線とミストシャワー（ミスト散布）の融合による演出の「ウオーターファンタジー」が行われる。子供向けとしてウォーターキャノンなどの水遊びスポットや昆虫や小動物のふれあい体験も特設される。また、月下美人やオオオニバスなどの熱帯性植物で園内が飾られる。他にもイルミネーションが部分的であるが先行開催される他、縁日屋台やプレイスポットが設けられ、打ち上げ花火が上がるなど園内は夏祭りのような雰囲気となる。

## 施設概要
- 開園：1997年（平成9年）4月[1][36]（プレオープンは前年の秋）
- 敷地面積：82,000 m2
- 所在地：栃木県足利市迫間町607

## 沿革
- 1968年（昭和43年） - （有）早川農園設立[1]
- 1990年（平成2年）10月 - 株式会社 足利フラワーリゾートを発足[注 5]
- 1993年（平成5年）2月 - 大藤の移植の準備を始める[37]。塚本こなみ氏に作業を依頼。
- 1996年（平成8年）2月15日 - トレーラーで大藤を道程（運搬経路）でおよそ20 km離れた現在地に移植[37]。
- 1997年（平成9年）4月 - あしかがフラワーパーク開園[36]。当初は園名に「マザートゥリーズの庭」[38]が2005年4月末ごろまで付けられていた。
- 2001年（平成13年） - イルミネーションイベントを初めて開催。
- 2011年（平成23年）
  - 7月16日 - レーザーライトショー（レーザーファンタジー）をメインイベントとした「フラワーファンタジー in サマー」が8月28日まで開催される。
  - 8月10日 - 「イルミネーション」と「藤のライトアップ」が「日本夜景遺産」に認定[39]、同一施設において複数の認定という日本初の快挙を達成する。
- 2012年（平成24年）10月5日 - 「関東三大イルミネーション」のひとつに選定され、「夜景サミット in長崎」にて授賞式を開催する[40]。
- 2014年（平成26年）
  - 1月9日 - 米CNNで「世界の夢の旅行先10カ所」のひとつに選ばれる。
  - 10月29日 - 夜景観光コンベンション・ビューローが主催の第二回イルミネーションアワードの夜景鑑賞士が選ぶ全国イルミネーション部門のランキングでなばなの里と同率1位を達成する。授賞式を開催。
- 2015年（平成27年）
  - 4月26日 - 「香りの庭」の場所にローズガーデンを拡張開園する。監修はガーデンデザイナーの吉谷桂子[41]。
  - 7月18日 - 水遊びを中心とした「夏休みこどもフェスティバル」を開催する[42]。また、特定日を除き期間中の夜間営業を取りやめる。
- 2016年（平成28年）
  - 10月28日 - 夜景観光コンベンション・ビューローが主催の第四回イルミネーションアワードの全国イルミネーション部門で単独1位を達成。
  - 12月5日 - 日本花普及センター主催の「日本フラワービジネス大賞2016」のチャレンジ・フラワーツーリズム部門において「大賞」を受賞[43]。
- 2017年（平成29年）
  - 10月20日 - 夜景観光コンベンション・ビューローが主催の「夜景サミット2017 in足利」にて日本三大イルミネーションに認定され、認定授与式を挙行する。
  - 11月9日 - 夜景観光コンベンション・ビューローが主催の「第五回イルミネーションアワード」の全国イルミネーション部門で1位のほか、プロフェッショナルパフォーマンス部門でもなばなの里に次ぐ2位を達成した[44]。
- 2019年（令和元年）10月12日 - 施設のほぼ全域が最大1.8 m水没する被害に見舞われる。正面ゲートの物販所や園内の大藤も冠水した。直後に予定されていたイルミネーションはやや遅れながらも11月2日より開催されたが、点灯式は行われなかった[45]。また、一部のイルミネーションスポット（「光のふじのはな物語」など）は開幕に間に合わなかった。
- 2020年（令和2年）
  - 4月13日 - 新型コロナウイルス感染症の感染拡大防止のため、当面の間臨時休園を実施[46][47]。昨年の台風19号に次いで開園以来2度目の長期休園となる。
  - 月日不詳 - 鬼滅の刃のブームと共に、劇中の藤の花の風景が重なるため、あしかがフラワーパークがファンの間で聖地の一つとされた[48]。
- 2023年（令和5年）11月2日 - 夜景観光コンベンション・ビューローが主催の第一回インターナショナルイルミネーションアワードのイルミネーションイベント部門（優秀ストーリー賞）で単独1位を達成。

## 開園時間・入園料
開園時間・入園料共、季節や花の開花状態により日々変動するため、公式サイトを確認のこと。なお、開園時間・入園料は当日朝7時に決定される。

### 開園時間
下記は過去の実績であり、概ねのもの。年度やコンディション、イベントの開催等によって変動がある。年中無休。ただし、2月の第1水・木と12月31日は休園。入園は閉園30分前まで。8月末頃や天候不良時など、園内整備のため年に数日臨時休園日がある。
- 9時 - 18時（3月 - 11月中旬） ※「ふじのはな物語」期間は7時から21時まで開園時間を拡大。
- 10時 - 17時（11月下旬 - 2月） ※イルミネーション期間は平日21時、土休日は21時半まで開園時間を延長。客の入れ替えのため、15時で一旦閉園される。

### 入園料
下記は過去の実績（2020年まで）であり、概ねのもの。年度により多少の日付変更がある。入園料は顧客満足度のため時価制（ダイナミック・プライシング）を採用する。なお、2014年4月の消費税改定に伴い金額が変更されている（2019年10月の消費税改定では値上げなし）。後述するパーク・アンド・トレインライド向けに足利駅北口の臨時観光案内所で割引チケットを委託販売しているほか、コンビニエンスストアでも前売りの入場チケットを発売している。2019年度より「ふじのはな物語」期間の夜間料金が設定されている。イベントの開催時など年に数日入園が無料となる日がある。なお、花卉やお土産などを販売しているショッピングエリア（物販所）は普段は入園料なしで立ち入れるが、繁忙期など時期によっては入園料が必要となる。
|                                           | 大人（中学生以上）          | 小人（4歳 - 小学生）      |
| ----------------------------------------- | --------------------------- | ------------------------- |
| 3月上旬 〜 4月中旬                        | 300円 - 1,200円             | 200円 - 600円             |
| 「ふじのはな物語」期間 4月中旬 〜 5月中旬 | 900円 - 1,900円（昼間料金） | 500円 - 900円（昼間料金） |
| 「ふじのはな物語」期間 4月中旬 〜 5月中旬 | 600円 - 1,600円（夜間料金） | 300円 - 800円（夜間料金） |
| 5月中旬 〜 6月下旬                        | 500円 - 1,400円             | 300円 - 700円             |
| 7月 〜 2月                                | 300円 - 1,000円             | 100円 - 500円             |
| イルミネーション期間 10月下旬 〜 2月上旬  | 1,000円（夜間料金）         | 500円（夜間料金）         |

- 割引制度あり（団体割引、障害者割引、再来園割引、年間パス、他）。また、20名以上は団体扱いとなり1割引となる[57][注 6]。
- 「ふじのはな物語」期間は昼間料金のチケット（前売り券など）で夜間の部への入園は可能であるが、差額は返金されない。また、花の咲き具合などにより入園料がチケットの額面を下回った場合は、あしかがフラワーパーク入口にて差額の返金対応となる[58]。
- イルミネーション期間は15時までは昼間の料金、15時半以降は夜間料金が適用される。昼間の料金で昼の部へ入園した場合、夜の部へ入園する際は再来園扱いとなり、別途夜間料金が発生する。
- 一度園外へ出ると再入園は不可[56][注 7]。
- ペットを連れての入園は不可。ペットの預かり所も存在しない[59][注 8]。

## 交通

### 公共交通
- 最寄り駅：JR両毛線あしかがフラワーパーク駅から西ゲートまで徒歩約1分[60][53][注 9]、富田駅から徒歩13分[61]。

シャトルバスは新型コロナウイルス感染症 (2019年)拡大防止のため2020年4月6日より、2025年5月現在も運休しており東武伊勢崎線利用の場合、館林駅で東武佐野線に乗り換え、佐野駅で両毛線に乗り換えてあしかがフラワーパーク駅下車を案内している。

### 道路
- 東北自動車道佐野藤岡インターチェンジより18分[61]
- 北関東自動車道佐野田沼インターチェンジより12分
  - 無料駐車場完備（普通車300台）。大藤まつり期間およびイルミネーション期間（繁忙期）は周辺に臨時駐車場（約6,000台）が整備される[59]。また大藤まつり期間は周辺道路が平日でも渋滞することから、交通規制が行われるので注意が必要である[64]。渋滞は隣町の佐野市にまで及ぶ場合もあり、足利市は足利駅周辺からのパーク・アンド・トレインライドを呼び掛けている[53]。交通規制はイルミネーション期間でも実施されている[65]。

## 年間行事
年間を通して「8つの花の季節」というテーマに沿ってそれぞれ、季節ごとの花を楽しめるようになっている。
- 1月上旬 - 2月下旬 - 早春
- 3月上旬 - 4月中旬 - 春の花祭り
- 4月中旬 - 5月中旬 - ふじのはな物語
  - 序章 ： うすべに藤
  - 第二章 ： 大藤・むらさき藤
  - 第三章 ： 白藤
  - 最終章 ： きばな藤[注 10]
- 5月中旬 - 6月上旬 - レインボーガーデン
- 6月上旬 - 7月上旬 - ブルー＆ホワイトガーデン
- 7月上旬 - 9月下旬 - 水辺に浮かぶ花の妖精たち
- 10月上旬 - 11月下旬 - パープルガーデン
- 10月末 - 1月下旬 - 光の花の庭[67]
  - 光と花のコラボレーション[12] 〜光とアメジストセージの融合〜
  - フラワーパークのクリスマス 〜クリスマスファンタジー〜
  - ニューイヤーイルミネーション 〜光と冬咲きボタンの競演〜

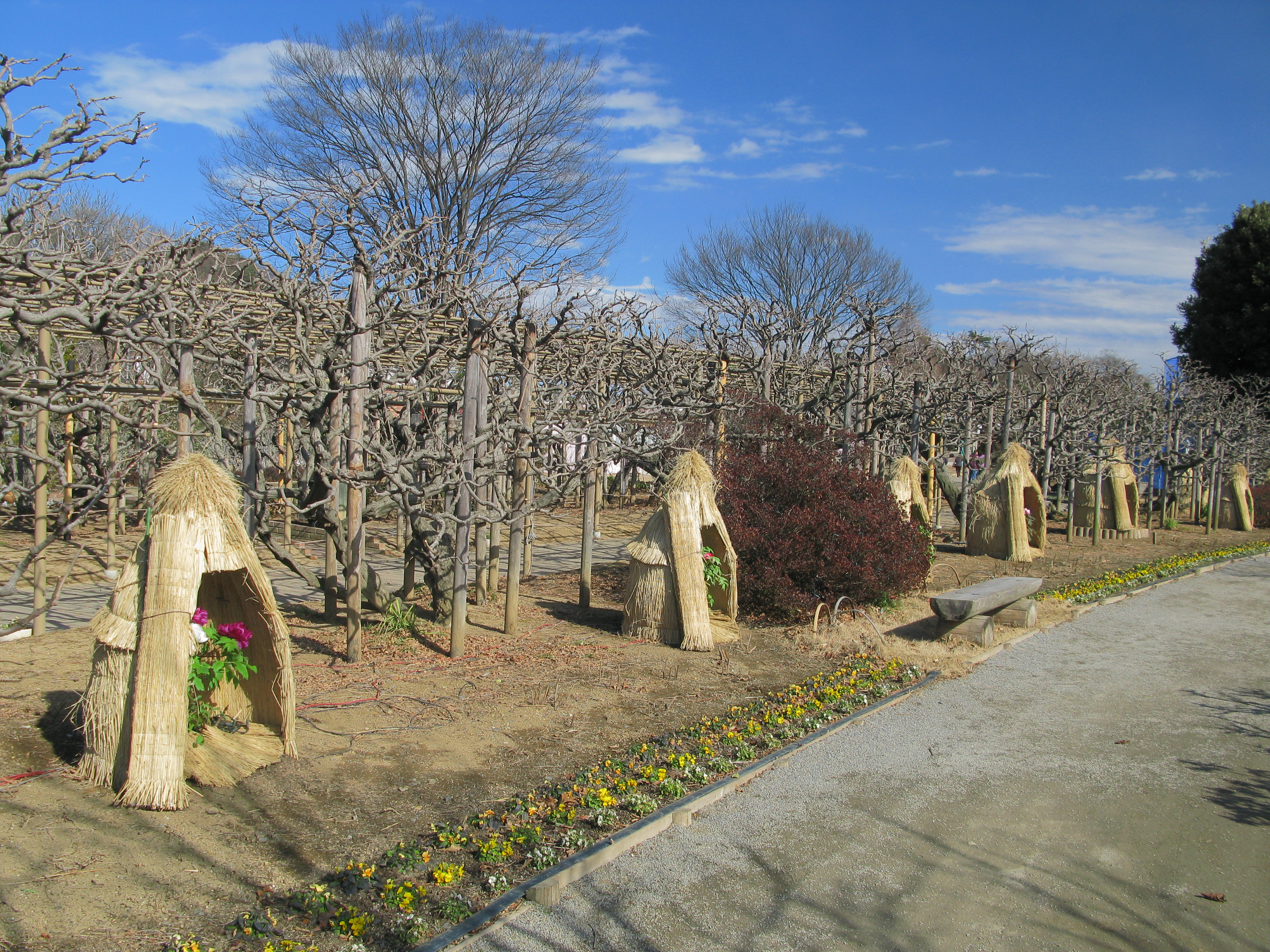
早春
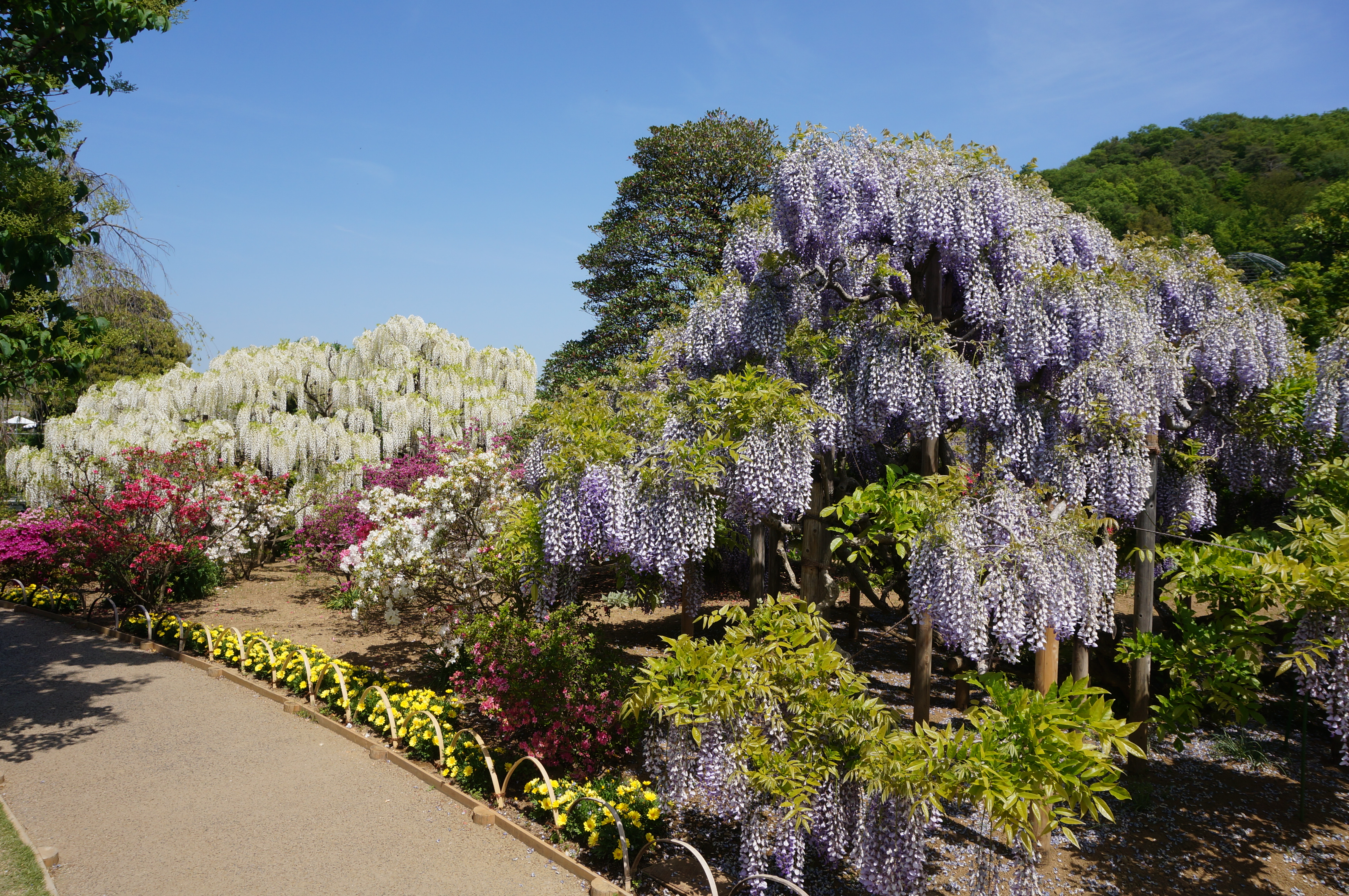
ふじのはな物語での藤
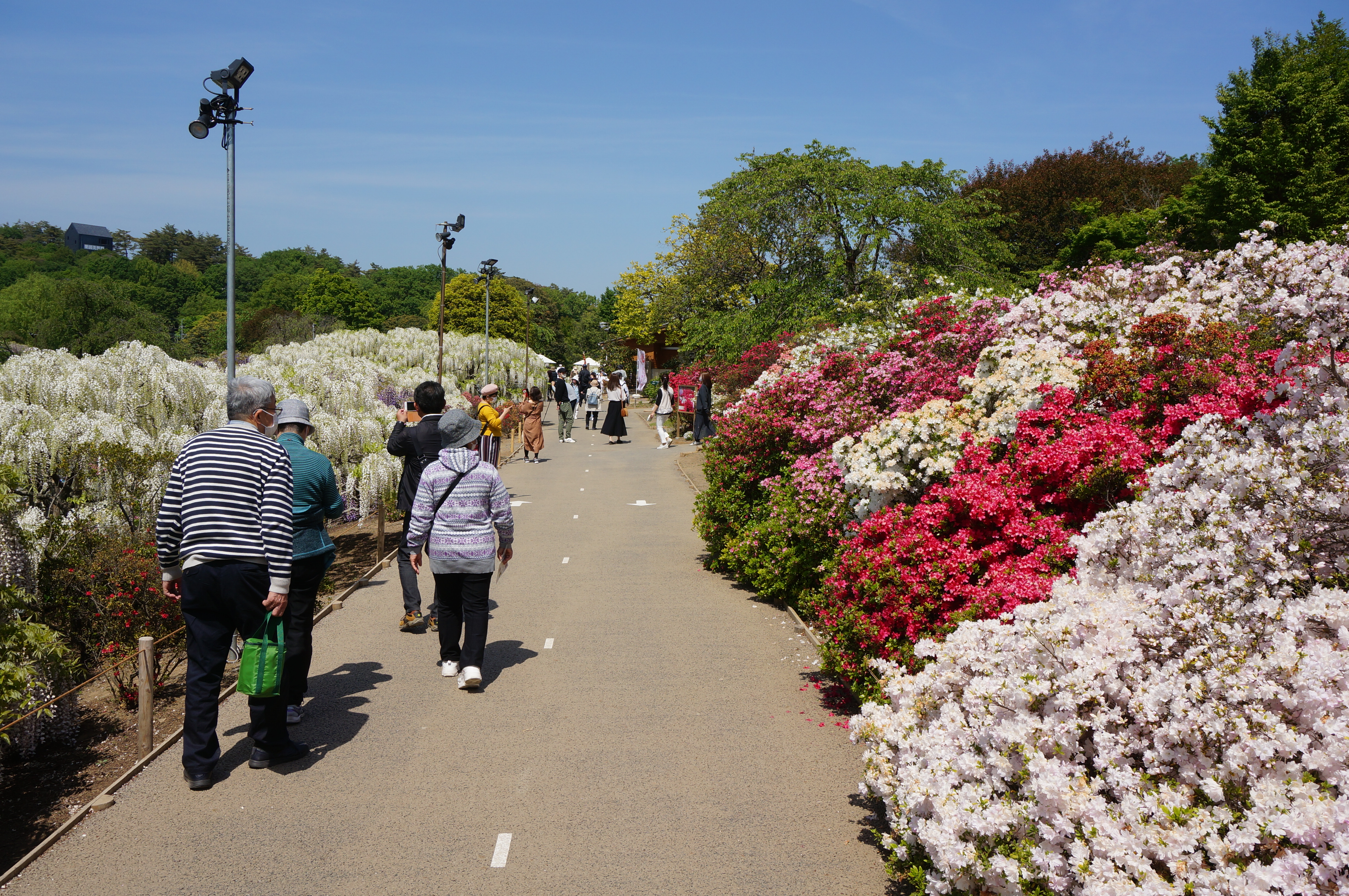
ふじのはな物語での藤とツツジ
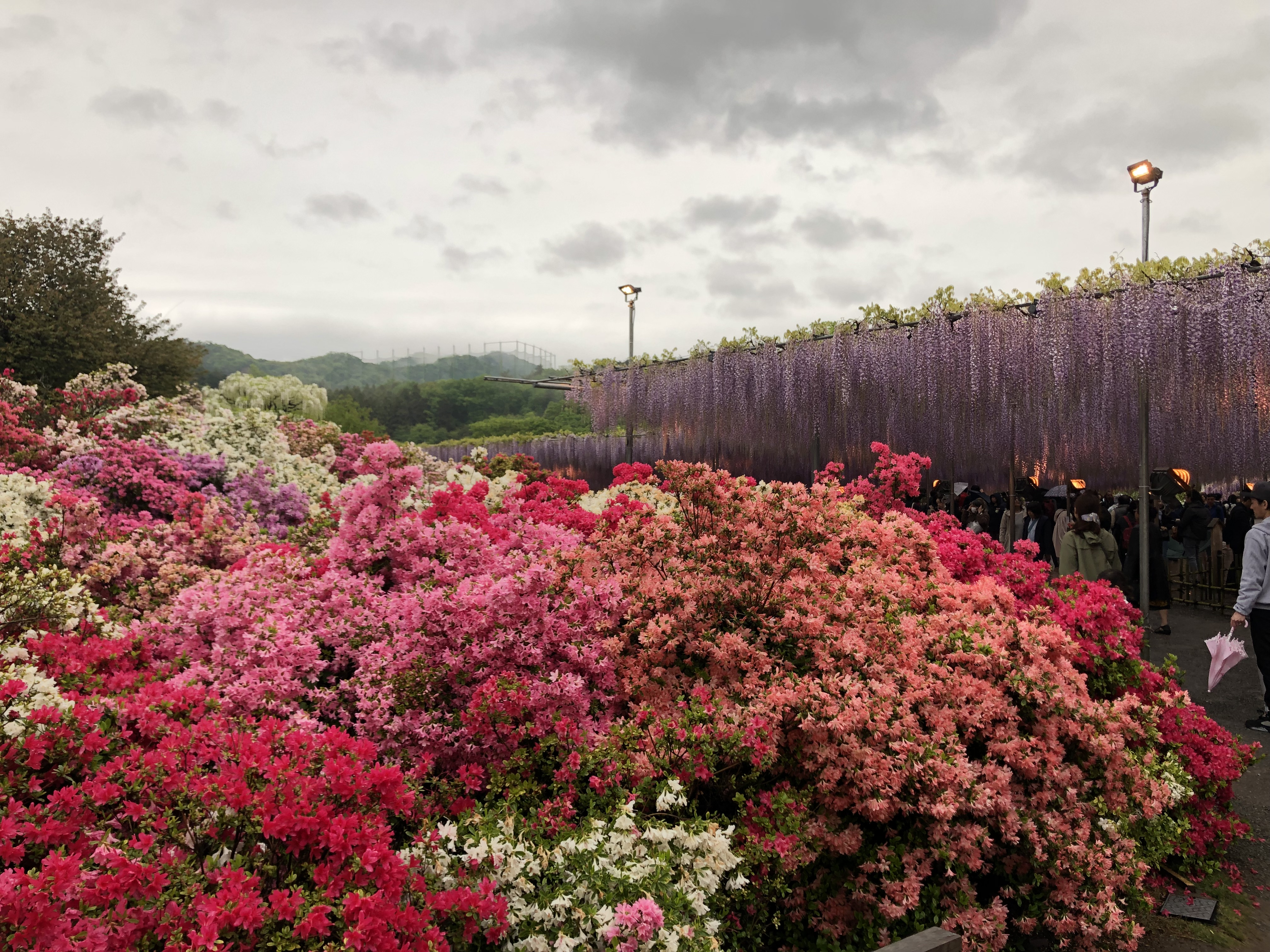
ふじのはな物語での藤棚とツツジ
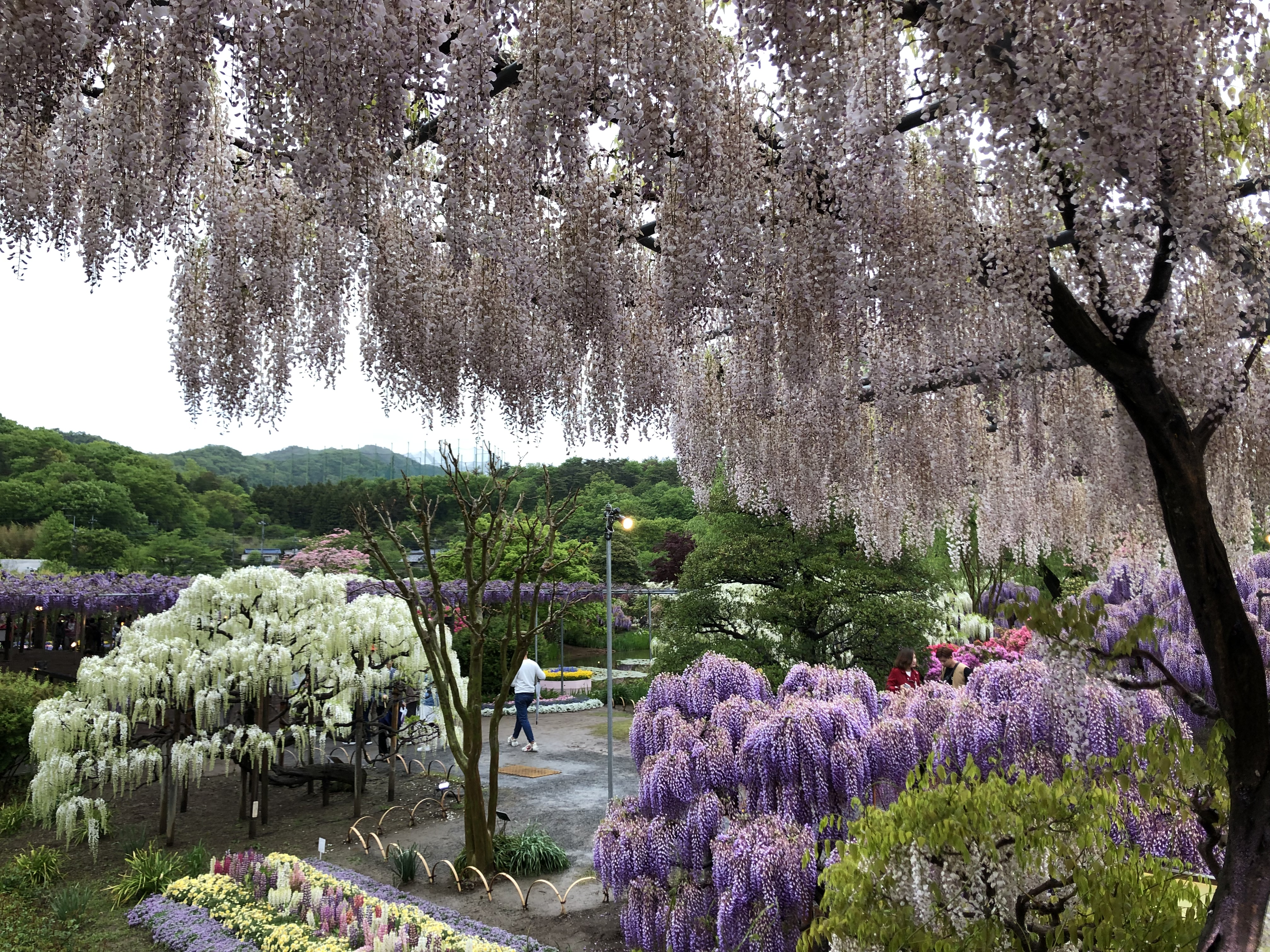
ふじのはな物語での藤棚と藤
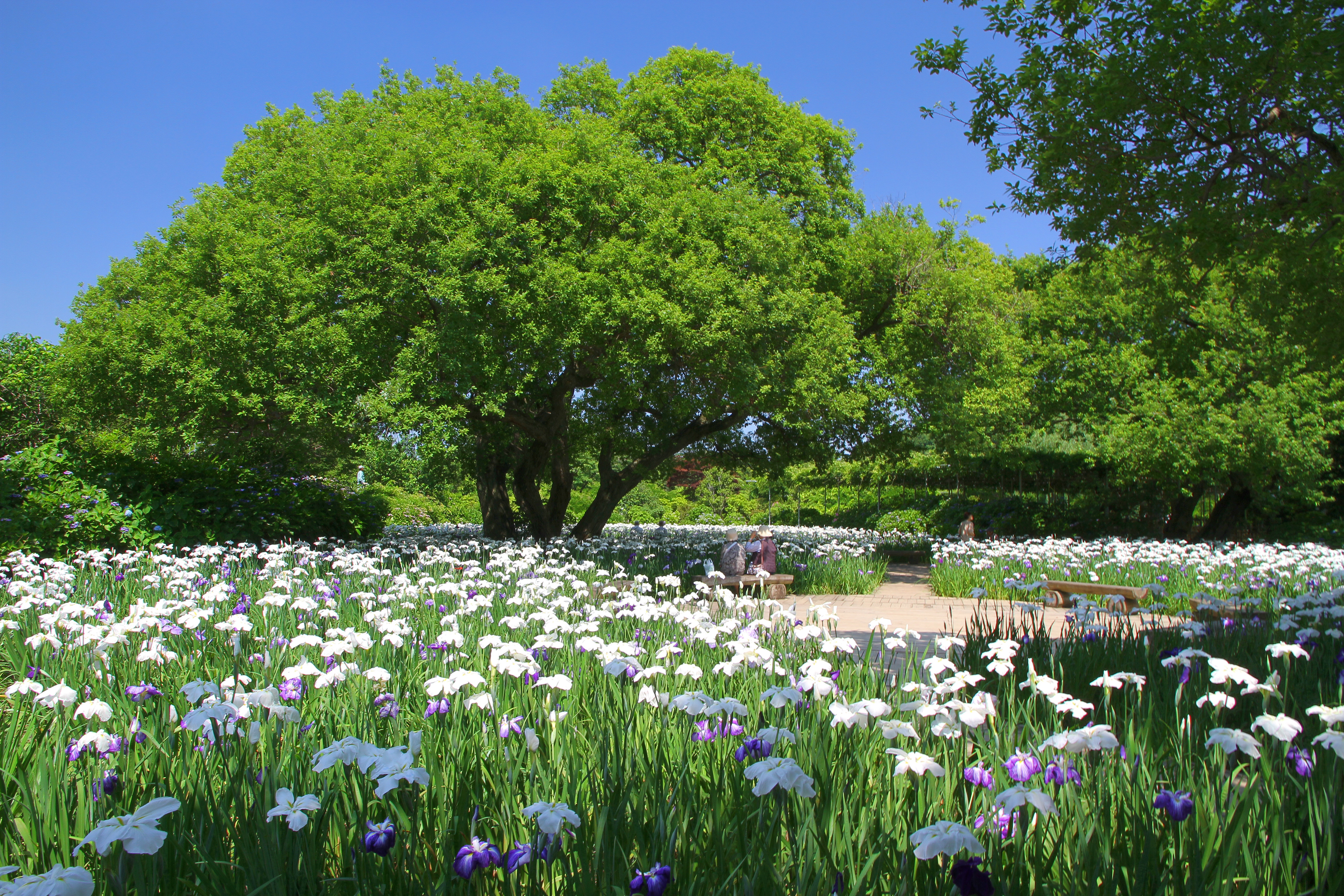
ブルー＆ホワイトガーデン
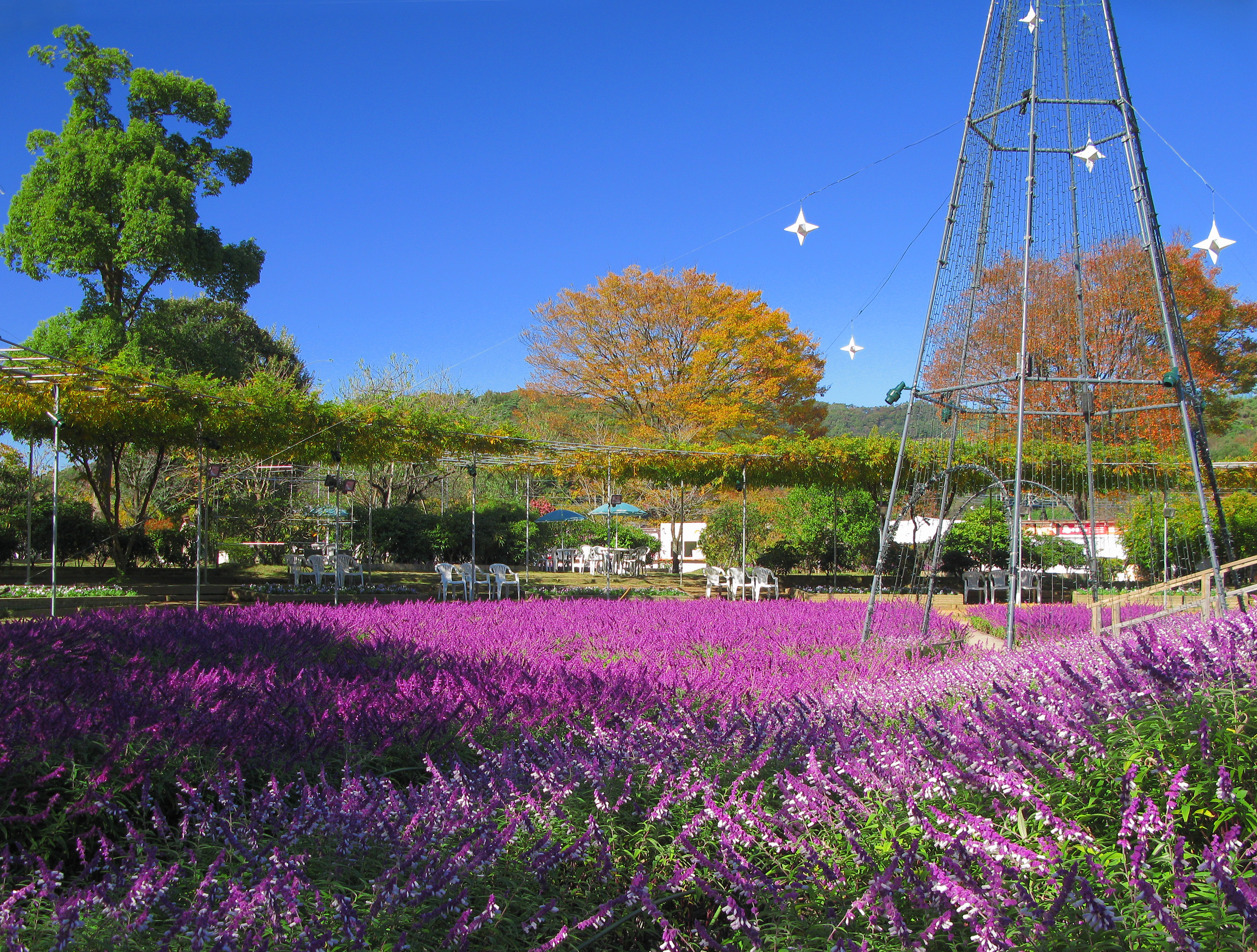
パープルガーデン
光の花の庭（スノーワールド）
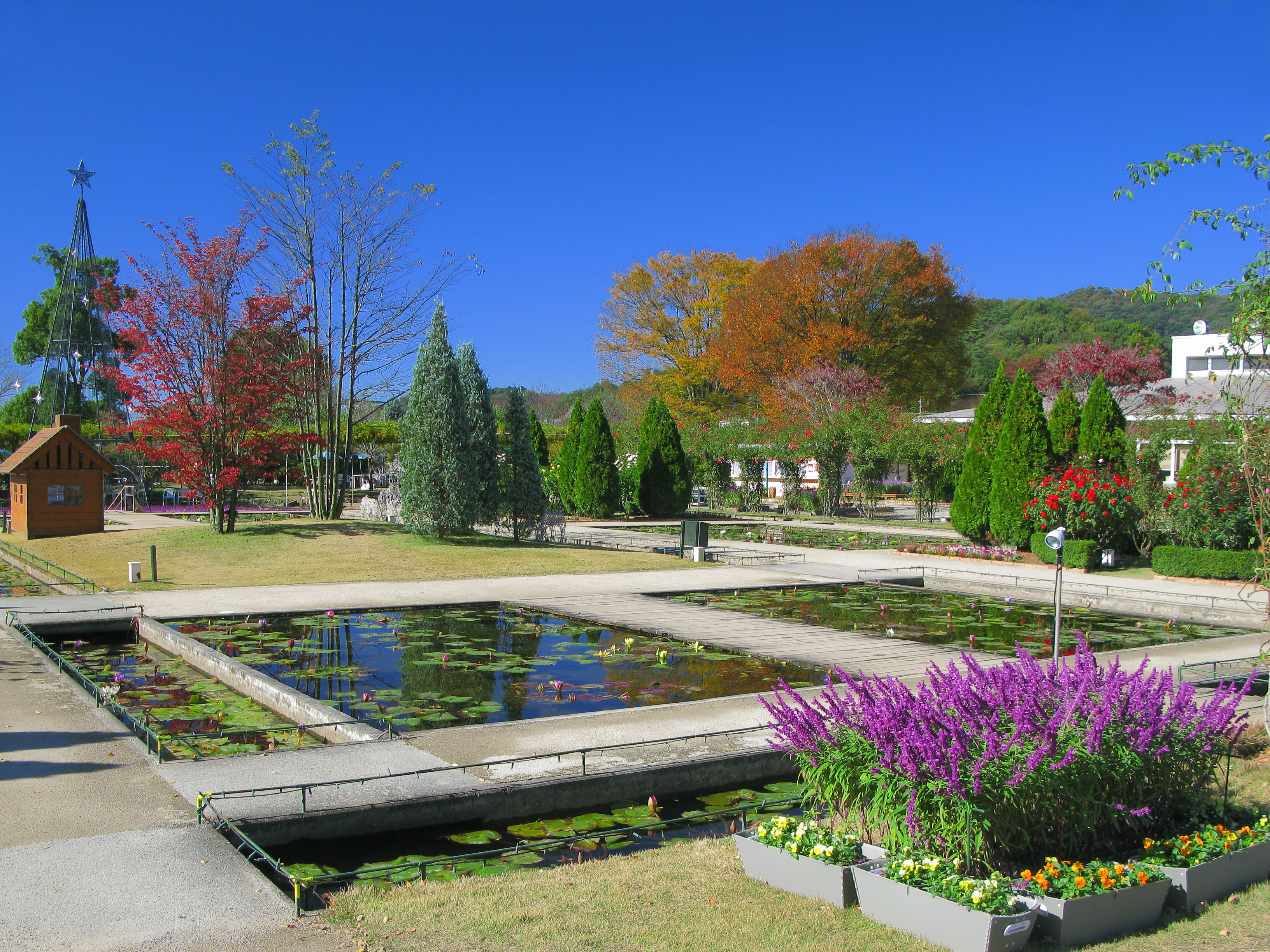
晩秋のフラワーステージ
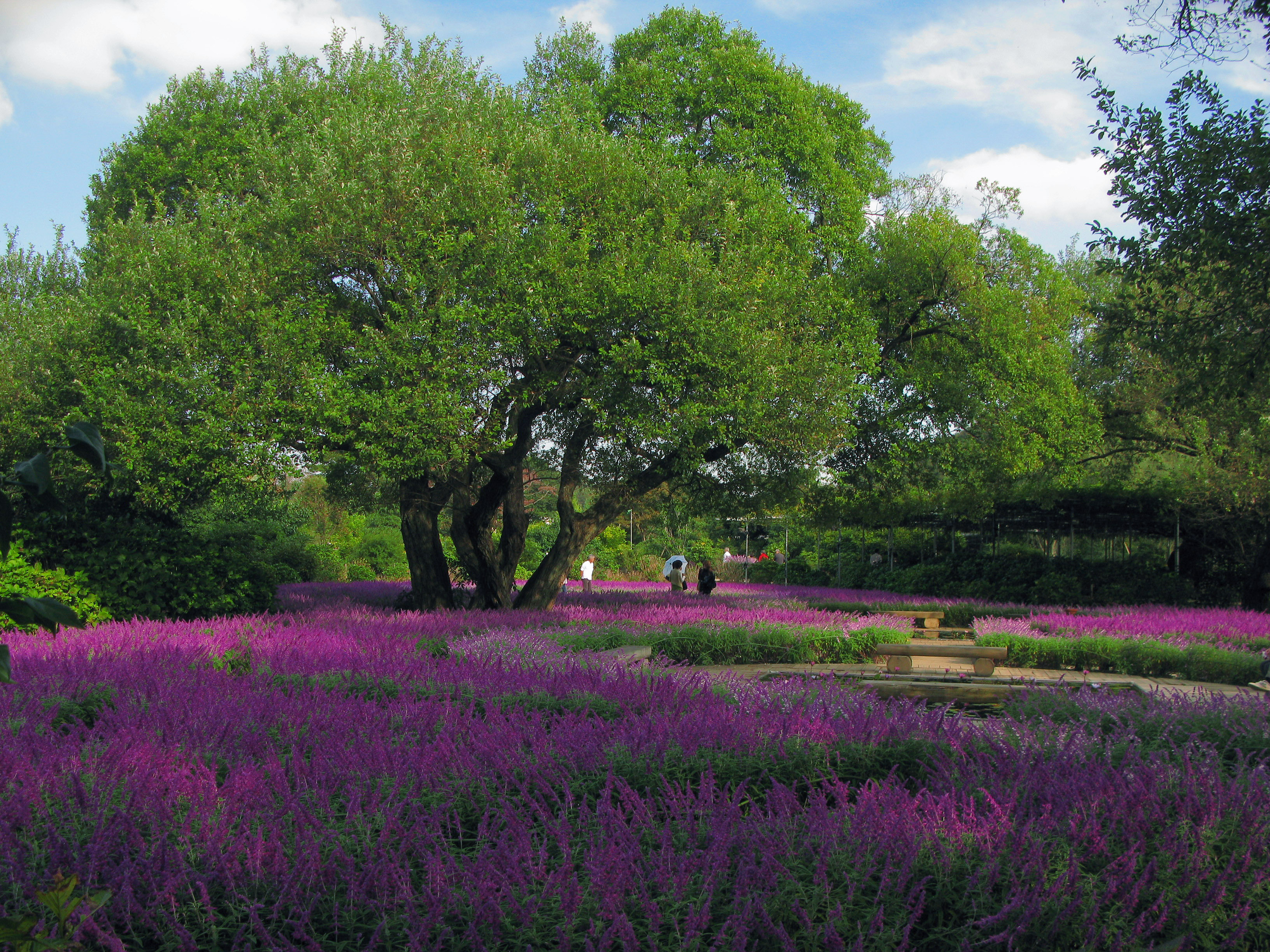
マルバヤナギとアメジストセージ

## 関連書
- 奇跡の樹―よみがえった大フジのおはなし（2002年3月） ISBN 978-4882861577[68] 下野新聞社 絵・文：葉祥明、原作：塚本こなみ（あしかがフラワーパーク園長）　あしかがフラワーパークの大藤の移植の実話を元にした絵本。
- おおふじひっこし大作戦 （2002年5月1日） ISBN 978-4834018202 福音館書店 絵：一ノ関圭 著者：塚本こなみ 上記と同様、大藤の移植の実話を元にした絵本。
- 『ふじのはな物語 Tales of Wisteria』（2019年4月4日） ISBN 978-4863134416 日経ナショナル ジオグラフィック社[69] 当園の藤とイルミネーションの写真集。